# Västmanlands runinskrifter 29
Vs 29 är en vikingatida runsten av granit med mörkare inslag i Sala landsförsamlings kyrka, Sala landsförsamling och Sala kommun. Runsten är inmurad liggande, 3,9 m lång och 1,3-1,5 m bred. Runhöjd 5-9 cm. Enligt Västmanlands runinskrifter har ristaren på några ställen låtit slingorna korsa varandra på ett felaktigt sätt.
Uppmålad 1967 och 2005. Skylt finns  i 1 m vid kyrkans SÖ hörn.

## Inskriften
Translitterering av runraden:
+ uisti + yk + alfton + litu + akua + stin + yftir + ulmo + faþur + sen + yk + ulfast + bruþur + sen + lifsten + risi + runi + þisa +
Normalisering till runsvenska:
Viseti ok Halfdan letu haggva stæin æftiʀ Holma, faður sinn, ok Holmfast, broður sinn. Lifstæinn risti runi þessa.
Översättning till nusvenska:
Visäte och Halvdan läto hugga stenen efter Holme, sin fader, och efter Holmfast, sin broder. Livsten ristade dessa runor.